# Conus cacao
Conus cacao is een in zee levende slakkensoort uit het geslacht Conus. De slak behoort tot de familie Conidae. Conus cacao werd in 1983 beschreven door Ferrario. Net zoals alle soorten binnen het geslacht Conus zijn deze slakken roofzuchtig en giftig. Zij bezitten een harpoenachtige structuur waarmee ze hun prooi kunnen steken en verlammen.